# Cessna 414
Cessna 414 - C414 je ameriško lahko dvomotorno osem sedežno poslovno visoko zmogljivo batno letalo kabinskega razreda, s kabino pod tlakom, ki ga je zgradila Cessna. Prvič je poletel leta 1968, izboljšana različica pa je bila predstavljena leta 1978 kot 414A Chancellor .

## Razvoj
C414 pod tlakom je bilo razvito, da bi pritegnilo lastnike dvomotornih letal brez kabine pod tlakom, temeljilo pa je na trupu letala Cessna 421 in uporabljalo zasnovo kril Cessne 401. C414 je nizkokrilno letalo s konvencionalno repno enoto in zložljivim podvozjem tricikla. Poganjata ga dva 310 bhp (231 kW) Continental TSIO-520-J bokser šestvaljni motorji. Prototip, registriran N7170C, je prvič poletel 1. novembra 1968, serijska letala pa so bila na voljo v številnih konfiguracijah sedežev in paketih avionike. Ime Chancellor je bilo uporabljeno za modele, ki so se tržili od leta 1976. Izboljšana različica Cessna 414A Chancellor je bila uvedena leta 1978, glavna sprememba pa je bilo preoblikovano krilo s povečanim razponom z vgrajenimi rezervoarji za gorivo in podaljšanim nosom za več prostora za prtljago.

### Modifikacije
Za letalo obstaja veliko STC - dodatnih tipskih certifikatov, ki omogočajo nadgradnjo za izboljšanje zmogljivosti. Pogoste so motorne in aerodinamične spremembe, vključno s krilci.
Leta 1974 je American Jet Industries izdelal predelavo Cessne 414 s turbopropelerskim motorjem, imenovano Turbo Star Pressurized 414, z uporabo motorjev Allison 250-B17B. Leta 1977 je Scenic Airlines iz Las Vegasa odkupil pravice za oblikovanje.
Thielert je ponudil predelave motorjev z uporabo svojih motorjev Centurion. To vključuje namestitev letalskih dizelskih batnih motorjev, ki jih nadzoruje FADEC in delujejo na splošno dostopno kerozinsko gorivo. 

## Različice
414
Začetna proizvodna različica, 516 izdelanih
414A Kancler
Izboljšan 414 z ožjim navpičnim repom, mokrim krilom z večjim razponom brez rezervoarjev na konici, podaljšanim nosom, preoblikovanim podvozjem in motorjem TSIO-520-N s 310 KM (231 kW), izdelanih 554.
Riley Rocket 414
Predelava letala Cessna 414 z vgradnjo dveh motorjev Lycoming IO-720 s 400 KM

## Operaterji

### Vojaški operaterji
Bahami
- Royal Bahamas Defence Force

 Libanon
- Libanonske zračne sile

## Nesreče in incidenti
- Ameriški gospel pevec Keith Green in 11 drugih ljudi je bilo ubitih 28. julija 1982 v Cessni 414 kmalu po vzletu na zasebnem letališču Garden Valley blizu Garden Valleyja v Teksasu. Poročilo NTSB navaja, da je bil verjeten vzrok za strmoglavljenje kombinacija preobremenjenosti letala (potniki so bili štirje odrasli in osem otrok, medtem ko ima letalo le sedem sedežev) in pilotove napake pri izračunavanju teže in ravnotežja glede na konstrukcijo letala.[6]

## Specifikacije (414A Chancellor)
Podatki iz Orbis
Splošne značilnosti
- Posadka: 1 ali 2
- Število sedežev: do 7 potnikov
- Dolžina: 36 ft 45 in (12,12 m)
- Razpon kril: 44 ft 15 in (13,79 m)
- Višina: 11 ft 55 in (4,75 m)
- Površina kril: 22.580 sq ft (2.098 m2)
- Teža praznega letala: 4.365 lb (1.980 kg)
- Bruto teža: 6.750 lb (3.062 kg)
- Pogon letala: 2 × Continental TSIO-520-NB flat-six turbocharged piston, 310 hp (230 kW)  vsak

Zmogljivost
- Maks. hitrost: 270 mph; 435 km/h (235 kn)
- Doseg: 1.528 mi (1.328 nmi; 2.459 km)
- Višina leta (servisna): 30.800 ft (9.388 m)